# Armstrong Whitworth Siskin
L'Armstrong-Whitworth Siskin est un des tout premiers avions de chasse développé en Grande-Bretagne après la Première Guerre mondiale. Mis en service en 1924, ce fut le premier chasseur métallique à entrer en service dans la RAF. Il devait rester en service jusqu’en 1932. Bien que légèrement sous-motorisé, l’avion était d’une agilité remarquable et chaque meeting de la RAF entre 1925 et 1931 fut l’objet de brillantes manifestations de voltige mettant en évidence les qualités de ce biplan.

## Développement et versions
- Siddeley S.R.2 Siskin: Passé en janvier 1917 de la Royal Aircraft Factory au bureau d’études aéronautiques de Siddeley Deasy Motor Car Company, le capitaine F M Green entreprit la conception d’un chasseur monoplace relativement compact dessiné derrière le très prometteur moteur 9 cylindres en étoile ABC Dradonfly de 320 ch. Biplan en bois entoilé devant recevoir 2 Vickers synchronisées de 7,7 mm, l’appareil bénéficia d’une commande pour 6 prototypes. Mais le moteur ABC ne fut jamais au point et les retards accumulés dans son développement entrainèrent la réduction du contrat à trois appareils, le premier commençant ses essais en avril 1919 seulement, avec un moteur ne dépassant pas des 270 ch. Officiellement baptisé Siskin, le premier prototype fut ensuite remotorisé en mars 1921 avec un Armstrong Siddeley Jaguar I, un moteur 14 cylindres en double étoile de 325 ch.
- Siskin II: En 1921 Siddeley Deasy racheta le département aéronautique de Sir W G Armstrong Whitworth & Co Ltd et poursuivit le développement du Siskin, dont la structure fut entièrement recalculée pour faire largement usage du métal dans la construction. Le fuselage était sensiblement redessiné, d’autant que le premier prototype, sorti d’usine eu août 1922, était biplace. Un second prototype, monoplace, apparu en octobre 1923. Ce dernier fut vendu à la Suède en 1925 et le premier converti en monoplace, mais aucune commande de série ne se concrétisa autour du Siskin II.
- Siskin III: Le 7 mai 1923 prit l’air une nouvelle version monoplace du Siskin avec une structure entièrement métallique et une voilure profondément modifiée : Alors que le plan supérieur était allongé de 1,45 m, les cordes et l’envergure du plan inférieur étaient sensiblement réduites, entrainant un nouveau dessin de la mâture d’entreplan, dont les mâts externes n’étaient plus parallèles mais en V. Équipé d’un Jaguar III de 350 ch et de 2 Vickers de 7,7 mm, le Siskin III était un peu moins rapide que le Siskin II mais extrêmement maniable. Ce sesquiplan fut retenu par la RAF, qui commanda 50 exemplaires de série sous spécification 15/22, la tête de série effectuant son premier vol le 24 mars 1924. 12 exemplaires biplaces, destinés à l’entrainement à la chasse, furent ensuite commandés, portant la production totale à 63 exemplaires.
- Siskin IIIA: Cette nouvelle version du Siskin comportait de nombreuses modifications : le fuselage était allongé avec une partie arrière plus haute, et des flancs bombés, l’empennage vertical redessiné et la dérive ventrale supprimée, la distance d’entreplan relevée…. Si l’armement était inchangé le moteur était un Jaguar IV de 425 ch ou un Jaguar VIA suralimenté. Répondant à la spécification 19/23, le prototype [J7001], un Siskin III modifié, effectua son premier vol le 20 octobre 1925. La première commande de la RAF fut notifiée en juin 1926. 347 exemplaires furent construits, soit 42 par Blackburn Aircraft, 84 par Bristol Aircraft Co, 74 par Gloster Aircraft Company et 52 par Vickers (Aviation) Ltd.
- Siskin IIIDC: Version biplace en double commande d’entrainement à la chasse du Siskin IIIA. 47 exemplaires furent livrés à la RAF, 2 à la RCAF, 2 à Air Service Training (en) et 2 à l’Estonie.
- Siskin IV: Similaire au Siskin V, l’unique Mk IV fut construit pour participer à la King’s Cup de 1925.
- Siskin V: Contrairement à ce que l’on pourrait penser, le Siskin V était une évolution du Siskin II, dont il conservait la voilure, mais avec un fuselage similaire à celui du Siskin IIIA et un moteur Jaguar III de 385 ch. 65 exemplaires furent commandés par la Roumanie, la production débutant en janvier 1925, mais le 18 février 1925 un pilote réceptionnaire roumain s’écrasa au décollage à Coventry, sa mort entrainant l’annulation de la commande par les Roumains. La production cessa donc après la sortie de 33 exemplaires, dont 2 furent ensuite portés sur le registre civil britannique. Un de ces appareils, piloté par le Flt Lt Bernard, remporta la King’s Cup en 1925 à près de 243 km/h.

## En service
- Canada : En 1926 deux Siskin III furent envoyés au Canada pour tester les aptitudes de l’appareil dans les conditions hivernales. La RCAF devait ensuite acheter 12 Siskin III (Serial 10/210, 301), Siskin IIIA (Serial 20 à 23, 59 à 61/302 à 306 et 309) et Siskin IIIDC (serial 62, 63/307 et 308) qui furent livrés entre 1926 et 1931 pour équiper le Fighter Flight basé à Camp Borden et Trenton. Une patrouille de voltige aérienne (3 avions) fut également constituée, qui devait se produire à travers tout le Canada. Devenu No 1 (Fighter) Squadron en 1937, le Fighter Flight fut transféré à Calgary en août 1938, les Siskin n’étant remplacés qu’en 1939 par des Hawker Hurricanes. Les derniers appareils furent alors transférés à des écoles techniques comme cellules d’instruction.
- Estonie : 2 Siskin IIIDC livrés.
- Roumanie : 65 Siskin V commandés, commande annulée après la mort d'un pilote durant les essais de réception en Grande-Bretagne
- Royaume-Uni : Les premiers Siskin III furent livrés au No 41 Sqdn de la RAF à Northolt en mai 1924 et furent immédiatement populaires en raison de leur maniabilité. Seconde unité à recevoir le Siskin II, le No 111 Sqdn reçut les premiers Siskin IIIA à partir de septembre 1926, 11 squadrons devant finalement voler sur cet appareil : No 1, 17, 19, 23, 24, 25, 29, 32, 41, 43, 54, 56 et 111 Sqdn. Le Siskin ne fut retiré de première ligne qu’en octobre 1932, remplacé par le Bristol Bulldog.
- Suède: Un Siskin II livré.

### Aéronefs comparables
- Gloster Grebe
- Hawker Woodcock
- Gloster Gamecock